# Huppy
Huppy és un municipi francès situat al departament del Somme i a la regió dels Alts de França. L'any 2007 tenia 771 habitants.

## Demografia

### Població

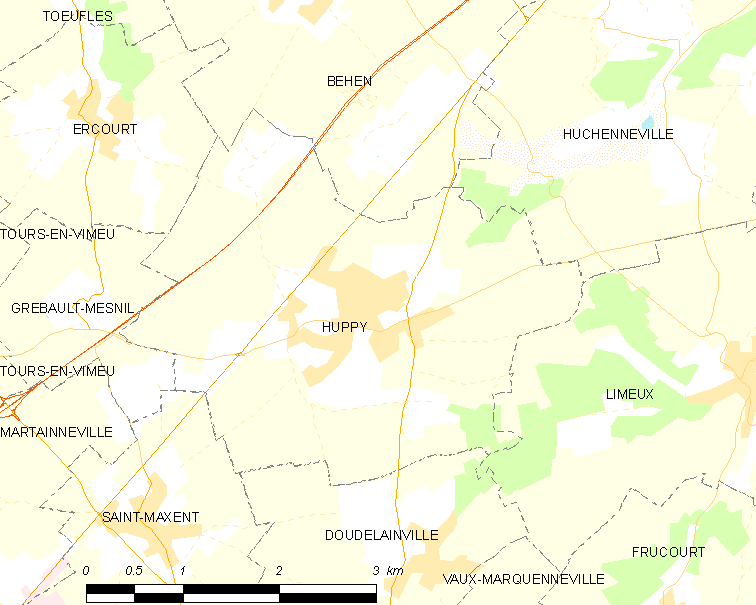
mapa del municipi

El 2007 la població de fet de Huppy era de 771 persones. Hi havia 285 famílies de les quals 56 eren unipersonals (20 homes vivint sols i 36 dones vivint soles), 87 parelles sense fills, 126 parelles amb fills i 16 famílies monoparentals amb fills.
La població ha evolucionat segons el següent gràfic:
Habitants censats

### Habitatges

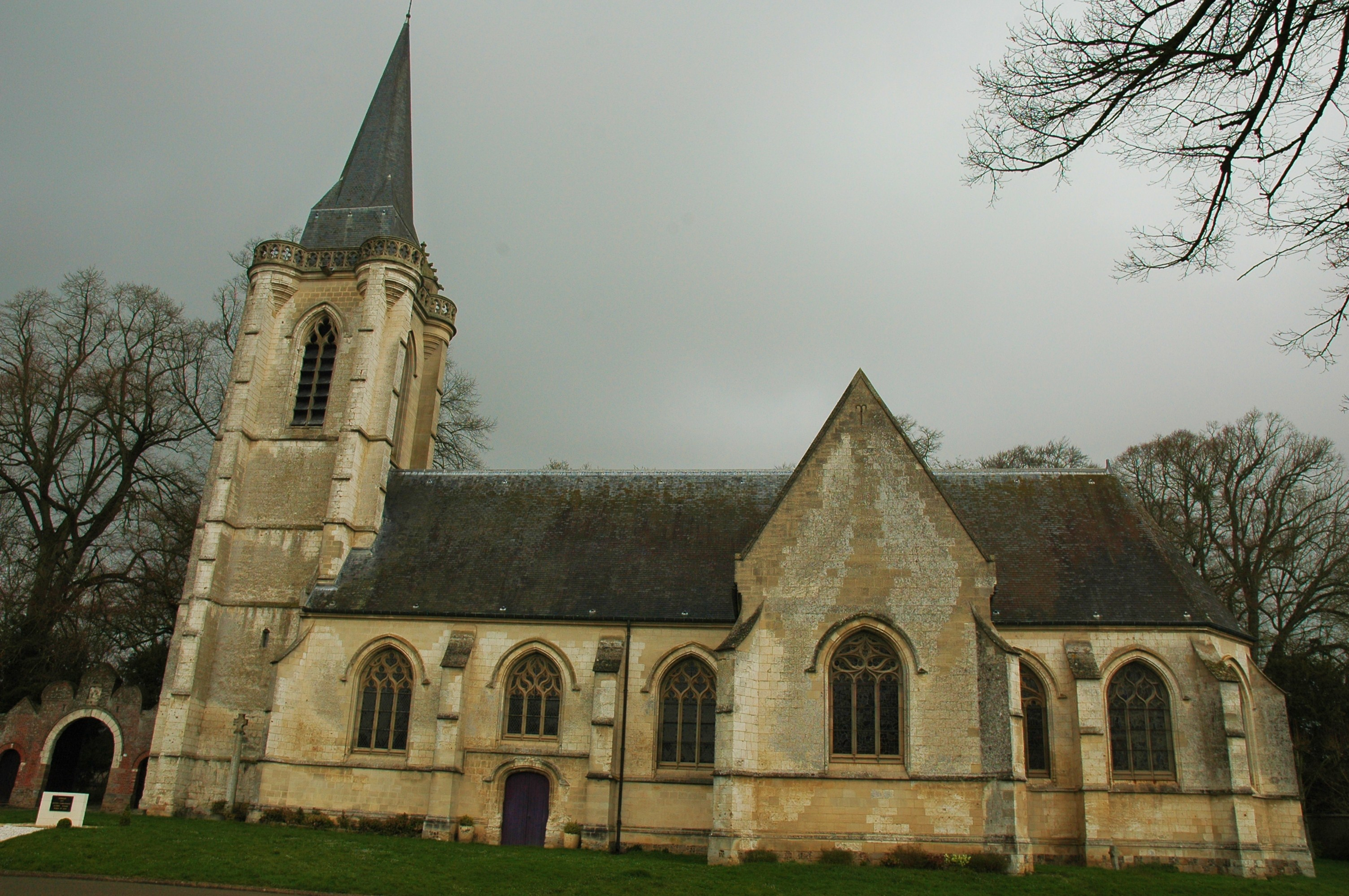
església

El 2007 hi havia 331 habitatges, 292 eren l'habitatge principal de la família, 21 eren segones residències i 18 estaven desocupats. 330 eren cases i 1 era un apartament. Dels 292 habitatges principals, 243 estaven ocupats pels seus propietaris, 46 estaven llogats i ocupats pels llogaters i 3 estaven cedits a títol gratuït; 6 tenien dues cambres, 40 en tenien tres, 63 en tenien quatre i 184 en tenien cinc o més. 210 habitatges disposaven pel capbaix d'una plaça de pàrquing. A 119 habitatges hi havia un automòbil i a 148 n'hi havia dos o més.

### Piràmide de població
La piràmide de població per edats i sexe el 2009 era:
| Homes | Edats   | Dones |
| ----- | ------- | ----- |
| 0     | 95 o +  | 0     |
| 0     | 90 a 94 | 4     |
| 8     | 85 a 89 | 8     |
| 8     | 80 a 84 | 16    |
| 4     | 75 a 79 | 32    |
| 12    | 70 a 74 | 4     |
| 28    | 65 a 69 | 12    |
| 16    | 60 a 64 | 16    |
| 24    | 55 a 59 | 12    |
| 16    | 50 a 54 | 20    |
| 28    | 45 a 49 | 16    |
| 20    | 40 a 44 | 16    |
| 60    | 35 a 39 | 52    |
| 24    | 30 a 34 | 40    |
| 8     | 25 a 29 | 12    |
| 8     | 20 a 24 | 4     |
| 16    | 15 a 19 | 4     |
| 12    | 10 a 14 | 36    |
| 52    | 5 a 9   | 24    |
| 20    | 0 a 4   | 20    |

## Economia

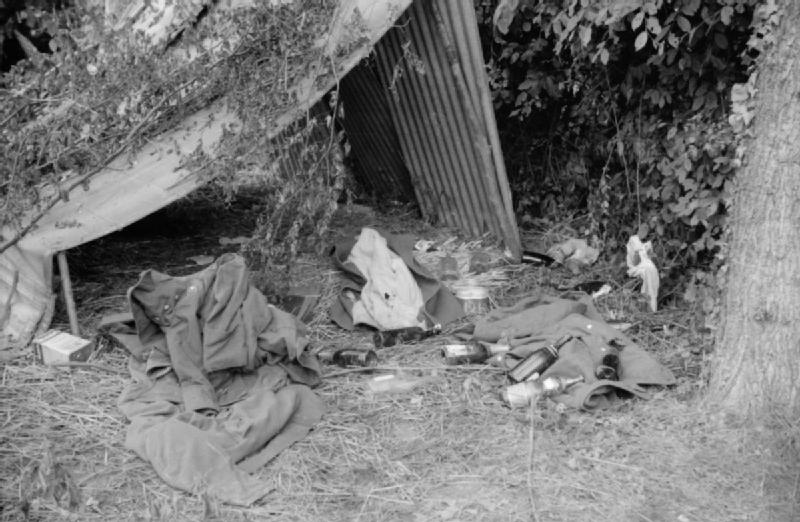
expedicionaris britànics

El 2007 la població en edat de treballar era de 481 persones, 357 eren actives i 124 eren inactives. De les 357 persones actives 325 estaven ocupades (172 homes i 153 dones) i 32 estaven aturades (16 homes i 16 dones). De les 124 persones inactives 44 estaven jubilades, 41 estaven estudiant i 39 estaven classificades com a «altres inactius».

### Ingressos

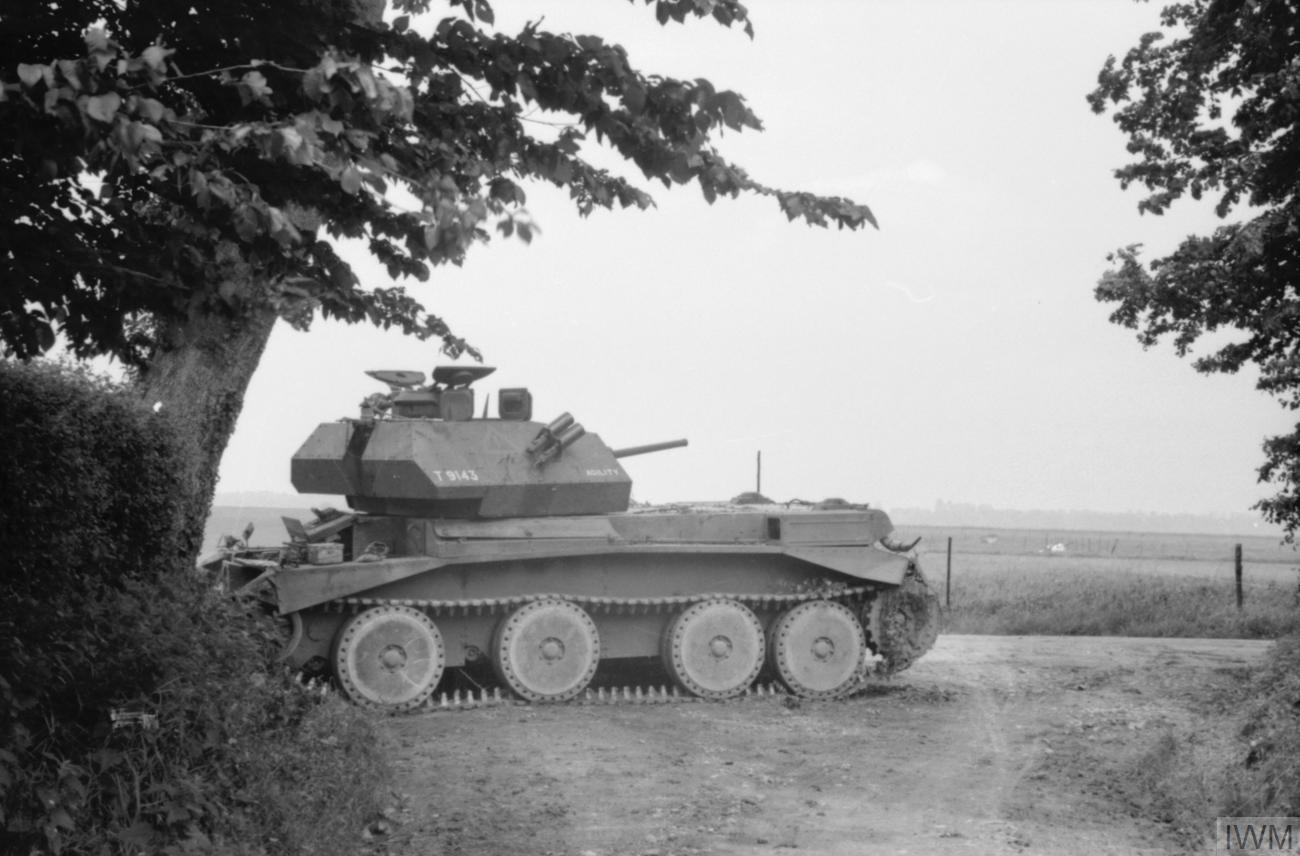

El 2009 a Huppy hi havia 297 unitats fiscals que integraven 795,5 persones, la mediana anual d'ingressos fiscals per persona era de 18.381 €.

### Activitats econòmiques
Dels 23 establiments que hi havia el 2007, 1 era d'una empresa extractiva, 1 d'una empresa alimentària, 1 d'una empresa de fabricació d'altres productes industrials, 2 d'empreses de construcció, 9 d'empreses de comerç i reparació d'automòbils, 1 d'una empresa de transport, 1 d'una empresa d'hostatgeria i restauració, 1 d'una empresa d'informació i comunicació, 3 d'entitats de l'administració pública i 3 d'empreses classificades com a «altres activitats de serveis».
Dels 6 establiments de servei als particulars que hi havia el 2009, 1 era una oficina de correu, 1 taller de reparació d'automòbils i de material agrícola, 1 fusteria, 2 perruqueries i 1 restaurant.
Dels 4 establiments comercials que hi havia el 2009, 2 eren botiges de menys de 120 m², 1 una botiga de menys de 120 m² i 1 una sabateria.
L'any 2000 a Huppy hi havia 18 explotacions agrícoles que ocupaven un total de 525 hectàrees.

## Equipaments sanitaris i escolars
El 2009 hi havia 1 farmàcia i 1 ambulància.
El 2009 hi havia una escola elemental.

## Poblacions més properes
El següent diagrama mostra les poblacions més properes.